# خاریتس
خاریتس (به یونانی: Charites)، در اساطیر یونانی، الهه‌های رحمت هستند.
روایت‌های مختلفی درباره پدر و مادر و تعداد خواهران وجود دارد. اما معمولاً سه تا فرض می‌شوند و مامور بخشیدن آرامش، زیبایی و محبوبیت هستند.